# Хурезу Маре (Сату Маре)
Хурезу Маре (рум. Hurezu Mare) насеље је у Румунији у округу Сату Маре у општини Супур. Oпштина се налази на надморској висини од 151 m.

## Становништво
Према подацима из 2002. године у насељу је живело 495 становника.

### Попис2002.
| Расподела становништва по националности 2002.‍ | Расподела становништва по националности 2002.‍ | Расподела становништва по националности 2002.‍ | Расподела становништва по националности 2002.‍ | Расподела становништва по националности 2002.‍ |
| --------------------------------------------- | --------------------------------------------- | --------------------------------------------- | --------------------------------------------- | --------------------------------------------- |
|                                               |                                               |                                               |                                               |                                               |
| Румуни                                        | Румуни                                        |                                               | 354                                           | 71,7%                                         |
| Мађари                                        | Мађари                                        |                                               | 72                                            | 14,6%                                         |
| Роми                                          | Роми                                          |                                               | 60                                            | 12,1%                                         |
| Немци                                         | Немци                                         |                                               | 8                                             | 1,6%                                          |